# Jagdgeschwader II
La Jagdgeschwader II (JG II) est une escadre de chasse créée par la Luftstreitkräfte (l'armée de l'air allemande) en février 1918 sur le modèle de la Jagdgeschwader I, commandée par le célèbre Manfred von Richthofen.

## Histoire
Comme la Jagdgeschwader III (en), fondée le même jour, la JG II a pour but d'augmenter la force de frappe de l'aviation de chasse allemande en prévision de l'opération Michael, déclenchée le 21 mars 1918. Pour cela, l'unité est composée de quatre Jagdstaffeln (Jastas) équipées chacune de 14 appareils.
La JG II est censée être opérationnelle pour le déclenchement de l'offensive le 21 mars, mais la mort au combat de son commandant, le jeune as Adolf von Tutschek le 15 mars, compromet ces prévisions. Tutschek est remplacé à la hâte par Rudolf Berthold, un pilote expérimenté (28 victoires) mais ne pouvant piloter en raison d'une grave blessure. Sous son commandement, la JG II suit efficacement l'offensive allemande, qui s'enraye cependant au début du mois d'avril. Les combats aériens, eux, ne font que s'intensifier mais, dans la nuit du 12 au 13 avril 1918, un bombardement d'artillerie détruit une partie de la flotte d'avions de la JG II, la clouant au sol pour trois semaines. Le 26 mai, c'est une pénurie de matériel neuf et de carburant qui immobilise la moitié de l'unité pendant deux semaines.
À la fin du mois de mai 1918, pour encourager ses hommes, Berthold recommence à voler, malgré l'avis du corps médical, et parvient à remporter plusieurs victoires en pilotant d'une seule main et malgré l'influence des narcotiques qu'il prend pour atténuer ses douleurs. Dans le même temps, la JG II redevient opérationnelle grâce à la livraison de nouveaux appareils plus ou moins fiables, comme le Fokker D.VII et le Siemens-Schuckert D.III. C'est finalement le premier de ces deux appareils qui est adopté par toute l'unité pour prendre part en juillet aux dernières tentatives d'offensives allemandes.
Les pilotes allemands sont cependant dépassés par le nombre et l'organisation de leurs adversaires, d'autant plus que les Américains font leur apparition sur le front. Les Alliés lancent leur offensive finale le 8 août, avec un effort considérable de la Royal Air Force. Le 10 août, Rudolf Berthold est abattu et à nouveau hospitalisé. Après son départ, le ravitaillement de la JG II continue de diminuer et les pilotes expérimentés meurent plus vite que les remplaçants n'arrivent. Le 12 septembre, l'équilibre des forces dans les airs a tellement changé que la Luftstreitkräfte ne peut opposer qu'environ 70 chasseurs aux près de 1500 appareils alliés qui prennent part à la bataille de Saint-Mihiel. Durant tout le mois d'octobre, la capacité de combat de la JG II va en s'amenuisant.
Le 1er novembre 1918, la Jagdgeschwader II se replie à Carignan. L'unité remporte sa 339e et dernière victoire le 6 novembre 1918. Dès l'armistice, le personnel de la JG II est rapatrié en Allemagne, et le 13 novembre, elle est dissoute.